# Йеменска арабска република
Йеменската арабска република (на арабски: الجمهورية العربية اليمنية), наричана също Северен Йемен, е държава в Югозападна Азия, съществувала през 1962 – 1990 година.
Тя е създадена през 1962 година след държавен преврат на националисти, подкрепяни от Египет, които отстраняват краля на Йеменското мутауакилийско кралство. От 70-те години правителството води преговори за обединение с Южен Йемен, което е реализирано през 1990 година, поставяйки началото на обединен Йемен.